# Om Jøderne og deres Løgne
Om Jøderne og deres Løgne (originaltitel: Von den Jüden und iren Lügen, moderne tysk: Von den Juden und ihren Lügen) er et stærkt antisemitisk værk skrevet og udgivet i Wittenberg 1543 af Martin Luther. Bogen er en af de største kilder til antijødiske citater og tager som udgangspunkt at Gud definerer jøderne (Israels Børn) som en ond hore.[kilde mangler]
Martin Luther havde håbet at omvende jøderne i Tyskland til kristendommen, men blev med tiden stadig mere hadsk mod dem. Allerede da han i 1528 fik et maveonde af at spise kosher-mad, mente han, at det var et jødisk komplot for at tage livet af ham. Han foreslog også flere gange at kosher-fødevarer skulle forbydes i alle kristne lande.[kilde mangler]
Mange af de citater og holdninger til den mosaiske religion eller jøder som sådan, der tillægges andre, kommer således fra Martin Luther.[kilde mangler]
Vogt dig derfor for Jøderne og pas paa, hvor de har deres Skoler, da disse ikke er andet end en Satans-rede, hvori der kun findes Indbildskhed, Løgn og Modbydelighed, til aller bitreste og giftigste Skændsel for Gud og alle Mennesker, som var det Djævelen selv. Og hvorsomhelst du ser eller hører en Jøde undervise, da tænk kun, at der
hører du en giftig Basilisk, hvis Udseende alene er nok til at forgive og dræbe Folk.
Og i sin afslutning skriver han, før han opfordrer til at fordrive alle jøder, efter at have rost den kristne messias:
En saadan Messias har vi Kristne og takker Gud Faderen i vore Hjerters overstrømmende Glæde for al hans Barmhjertighed. Efter en saadan Messias spørger Jøderne og Tyrkerne ikke, og hvad skulde de med ham? De maa have en fra Slaraffenland, der mætter deres stinkende Bug og lader dem dø som en Ko eller en Hund.

I Tyskland blev bogen et grundlag for nationalsocialisternes legitimering af antisemitismen, og i Danmark blev dele af den i 1938 oversat og udgivet af Nordiske Kvinders Forlag. Den blev udgivet og oversat af den danske nazist Olga Eggers.
Danske nynazister har i 1972 udgivet et fotografisk genoptryk af Eggers' oversættelse. Først i 1999 forelå en fuldstændig oversættelse af Luthers skrift mod jøderne. Teksten blev oversat af pastor emeritus Christian Truelsen og udgivet på forlaget Tidehverv under titlen Mod tyrken og jøden. I denne udgivelse findes altså en oversættelse af Luthers skrift Om krigen mod tyrken og Feltprædiken imod tyrken, begge fra 1529.